# Ilha Norte
A Ilha Norte, ou Ilha do Norte, é uma das duas maiores ilhas da Nova Zelândia. A maior é a Ilha Sul (ou Ilha do Sul).
Muitas cidades importantes estão na Ilha Norte, sendo as mais notáveis Auckland, a maior cidade da Nova Zelândia, e Wellington, a capital, localizada na extremidade sul da ilha. Em torno de 76% da população da Nova Zelândia vive na Ilha Norte.
A mitologia Maori diz que as Ilhas Norte e Sul da Nova Zelândia vieram do tempo de Maui, que era um semideus.
A história conta que ele e seus irmãos estavam pescando em sua canoa (a Ilha Sul) quando ele capturou um grande peixe e puxou-o do mar. Enquanto ele não olhava seus irmãos brigaram pelo peixe e acabaram o picando.
Este grande peixe tornou-se a Ilha Norte e o nome Maori para esta ilha é Te Ika a Maui (o peixe de Maui). As montanhas e vales da ilha são supostamente formados como resultado da briga dos irmãos de Maui pelo peixe.
Com 113 729,00 km², é a 14ª maior ilha do mundo.

## Cidades e vilas da Ilha Norte
- Auckland
- Cambridge
- Coromandel
- Foxton
- Gisborne
- Hamilton
- Hastings
- Huntly
- Kerikeri
- Matamata
- Napier
- New Plymouth
- Pahiatua
- Palmerston North
- Raglan
- Rotorua
- Stratford
- Taupo
- Tauranga
- Wellington
- Whangarei

## Destaques geográficos
- Cape Reinga
- Península de North Auckland (cujo extremo é a Península de Aupouri)
- Estreito de Cook
- Lago Taupo
- Taumatawhakatangihangakoauauotamateapokaiwhenuakitanatahu
- Rio Waikato
- Floresta Waipoua Kauri
- Cavernas Waitomo